# رنسانس‌ری
رنسانس‌ری (انگلیسی: RenaissanceRe) شرکت بیمه آمریکایی است، که در سال ۱۹۹۳ تأسیس شد.